# Lor Olsommer
Lor Olsommer (* 26. November 1912 in Ardon, Kanton Wallis; † 3. März 1999), auch Vessela Lydwine Antoinette Olsommer, war eine Schweizer Künstlerin.

## Leben
Lor Olsommer war die Tochter des Neuenburger Kunstmalers Charles Clos Olsommer (1883–1966) und dessen Frau Veska Olsommer-Moneva aus Bulgarien (1885–1968). Sie hatte vier Brüder: Fridolin, Bojen, Claude und Carlo. Die Familie lebte seit etwa 1910 in Ardon und später in Veyras im Kanton Wallis. Lor Olsommer und Claude Olsommer vermachten 1989 das Elternhaus der Gemeinde Veyras, die darin das Museum Olsommer einrichtete.
Sie besuchte drei Jahre lang die Kunstschule Ecole d’art appliqué in Lausanne. Für ihre Abschlussarbeit wählte sie die Technik des Mosaiks aus. Und diese Sparte prägte seither ihre künstlerische Tätigkeit. Lor Olsommer war in erster Ehe verheiratet mit dem Waadtländer Dramaturgen Charles Apothéloz, darauf mit Paul Martin, mit dem sie zwei Kinder hatte, und später mit Ernest Getaz.
Als Künstlerin ist Lor Olsommer vor allem mit ihren Mosaiken bekannt geworden. Sie stellte diese Werke mit Steinen, die sie im Flussbett der Rhone und auch an Fundstellen in anderen Ländern gesammelt hatte, und auch mit Marmor- und Keramikstücken her. Als Motive wählte sie oft Objekte aus der natürlichen Umgebung und gelegentlich auch sakrale Sujets.
1957 erhielt Lor Olsommer einen Werkbeitrag der Alice Bailly-Stiftung.